# Ovidiu Ganț
Ovidiu Ganț, né le 18 août 1966 à Deta, est un homme politique roumain issu de la minorité allemande, membre du Forum démocratique des Allemands de Roumanie (FDGR/DFDR).
Il est député européen en 2007, et membre de la Chambre des députés depuis 2004.